# Jerome Opoku
Jerome Osei Opoku (* 14. října 1998) je ghanský profesionální fotbalista, který hraje na pozici středního obránce za turecký klub İstanbul Başakşehir FK. Narodil se v Anglii, ale hraje za ghanský národní tým.

## Klubová kariéra
Na konci sezóny 2018/19 byl kapitánem týmu Fulhamu U23.
Dne 2. září 2019 byl Opoku poslán na hostování do týmu EFL League One Accrington Stanley, aby získal své první seniorské zkušenosti. Svůj debut v Accringtonu si odbyl proti Bristol Rovers dne 7. září 2019 při konečné remíze 3:3. Po porážce 3:1 se Sunderlandem v rozhovoru tvrdil, že bude hrát na jakékoliv pozici, na kterou ho trenér postaví.
Dne 25. září 2020 se Opoku připojil ke klubu Plymouth Argyle na hostování do ledna.
Dne 30. července 2021 byl Opoku znovu zapůjčen, tentokrát do dánského klubu Vejle Boldklub, na celou sezónu 2021/22.
Dne 24. června 2022 se Opoku zadarmo připojil k portugalskému týmu Arouca a podepsal s ním tříletou smlouvu.
Dne 14. září 2023 podepsal Opoku s Aroucou prodloužení smlouvy o jeden rok do roku 2026 a byl okamžitě poslán na sezónní hostování do klubu Süper Lig İstanbul Başakşehir.

## Reprezentační kariéra
Opoku se narodil v Anglii a má ghanský původ. 18. října 2023 debutoval za národní tým Ghany při přátelské prohře se Spojenými státy.

## Statistiky

### Klubové
Platí k zápasu hranému 20. srpna 2023.
| Klub                           | Sezóna            | Liga              | Liga   | Liga | Národní pohár | Národní pohár | Ligový pohár | Ligový pohár | Kontinentální | Kontinentální | Ostatní | Ostatní | Celkově | Celkově |
| Klub                           | Sezóna            | Soutěž            | Zápasy | Góly | Zápasy        | Góly          | Zápasy       | Góly         | Zápasy        | Góly          | Zápasy  | Góly    | Zápasy  | Góly    |
| ------------------------------ | ----------------- | ----------------- | ------ | ---- | ------------- | ------------- | ------------ | ------------ | ------------- | ------------- | ------- | ------- | ------- | ------- |
| Fulham U21                     | 2017/18           | Premier League 2  | —      | —    | —             | —             | —            | —            | —             | —             | 1       | 0       | 1       | 0       |
| Fulham U21                     | 2018/19           | Premier League 2  | —      | —    | —             | —             | —            | —            | —             | —             | 2       | 0       | 2       | 0       |
| Fulham U21                     | Celkově           | Celkově           | —      | —    | —             | —             | —            | —            | —             | —             | 3       | 0       | 3       | 0       |
| Accrington Stanley (hostování) | 2019/20           | EFL League One    | 21     | 0    | 1             | 0             | 0            | 0            | —             | —             | 3       | 0       | 25      | 0       |
| Plymouth Argyle (hostování)    | 2020/21           | EFL League One    | 33     | 1    | 4             | 0             | 0            | 0            | —             | —             | 1       | 0       | 38      | 1       |
| Vejle Boldklub (hostování)     | 2021/22           | Superligaen       | 20     | 0    | 6             | 0             | —            | —            | —             | —             | —       | —       | 26      | 0       |
| Arouca                         | 2022/23           | Primeira Liga     | 24     | 0    | 2             | 0             | 3            | 1            | —             | —             | —       | —       | 29      | 1       |
| Arouca                         | 2023/24           | Primeira Liga     | 2      | 0    | 0             | 0             | 0            | 0            | 2             | 0             | —       | —       | 4       | 0       |
| Arouca                         | Celkově           | Celkově           | 26     | 0    | 2             | 0             | 3            | 1            | 2             | 0             | —       | —       | 33      | 1       |
| İstanbul Başakşehir            | 2023/24           | Süper Lig         | 0      | 0    | 0             | 0             | —            | —            | —             | —             | —       | —       | 0       | 0       |
| Celkově v kariéře              | Celkově v kariéře | Celkově v kariéře | 100    | 1    | 13            | 0             | 3            | 1            | 2             | 0             | 7       | 0       | 125     | 2       |